# Montebello Vicentino
Montebello Vicentino (Montebeło in veneto) è un comune italiano di 6 328 abitanti della provincia di Vicenza in Veneto.

## Geografia fisica
Montebello Vicentino si trova in provincia di Vicenza, al confine con la provincia di Verona. Il comune è situato ai piedi dei Monti Lessini, all'imbocco della valle del Chiampo, tuttavia è poco distante anche dai Colli Berici. È attraversato dal torrente Chiampo, dal fiume Guà e dal Rio Acquetta.

## Origini del nome
Secondo l'interpretazione più attendibile, ad aureos montes è il nome del centro abitato, così come viene descritto nell'Itinerario antonino, che per successive trasformazioni di questa locuzione ne ha mantenuto il significato: Montebello quindi significherebbe proprio bel monte, contrariamente a quanto sostenuto da altri, secondo cui Montebello deriva da mons belli (monte della guerra). Non sarebbe poi tuttavia chiaro a quale guerra avrebbe dovuto riferirsi tale nome.

## Storia

### Periodo preromano e romano

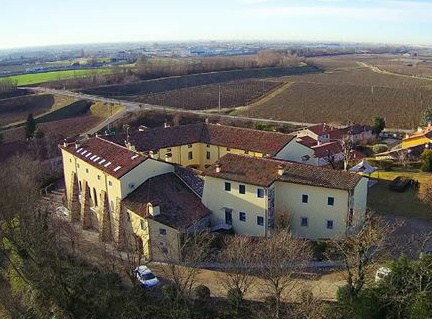
La Mason di Montebello Vicentino

La presenza di insediamenti abitati nella zona di Montebello in epoca preromana è testimoniata dal ritrovamento nel suo territorio di alcune tombe di epoca paleoveneta. Esistono riscontri anche in alcuni reperti emersi su tombe analoghe scoperte ad Este, che fu importante centro dei Veneti verso l'VIII secolo a.C. Fu abitato dai Galli Cenomani (Celti) fin dalle prime fasi della cultura di La Tene ( V secolo a.C.). La via Gallica che passava proprio di qui, ne favorì poi il suo sviluppo.
Successivamente, in età romana invece Montebello acquisì una certa importanza perché si trovava lungo la via consolare Postumia che, fin dal 148 a.C. congiungeva Genova ad Aquileia. Il suo tracciato all'interno dell'attuale comune non è ancora del tutto chiaro, ma con sicurezza si sa che vi si trovava una stazione di ristoro e di cambio cavalli detta Mutatio Aureos (edificio visibile ancor oggi, seppur pesantemente danneggiato dagli austriaci nella battaglia di Sorio dell'8 aprile 1848 e più volte rimaneggiato nell'arco dei secoli, in località Mason; toponimo da cui risulta pertanto evidente l'origine dal nome Mansio-Mansione-Magione-Masone-Mason).

Una Mansio Templi quindi; unica precettoria templare nel vicentino dalla quale dipendeva anche la Gastaldia e la Commenda Gerosolimitana di S. Silvestro di Villaga. Una Domus mansionis de themplo cioè un'importante e ricca struttura ricettiva-assistenziale chiamata Militia Templi, dei Cavalieri del Tempio o Templari con il compito di accompagnare e sostenere i pellegrini diretti in Terra santa all'interno dell'itinerarium Burdigalense.

Di questa domus romana, identificata fin dal IV secolo e che si attesta come pertinenza templare già dal 1189, si conservano ancora le straordinarie cantine a volta, i contrafforti esterni in pietra, l'arco da cui si accede al cortile interno, la vera del pozzo, una chiave di volta con incisa la croce templare ed alcune iscrizioni su pietra di difficile interpretazione.

Degna di nota è anche una pietra miliare o cippo di epoca romana che si trova prospiciente all'edificio sul percorso dei cavalieri, che reca iscrizioni purtroppo non più leggibili. Esiste invece tuttora un dettagliato inventario inquisitoriale del 1310, stilato all'indomani della soppressione dell'Ordine cavalleresco che avvenne il 22 novembre 1307.

### Dal Medioevo al Risorgimento
Dopo il crollo dell'Impero Romano, la zona subì via via il dominio dei Goti, dei Longobardi e dei Franchi; non vi sono però documenti risalenti al periodo di transizione tra la dominazione dei Franchi e l'inizio dell'età feudale, durante la quale Montebello fu governato dalla famiglia Maltraverso (tra l'XI e il XIII secolo).

Fu dunque ceduto al Comune di Vicenza, e in seguito passò sotto il dominio degli Scaligeri di Verona durante la loro espansione verso Vicenza (XIV secolo); in questo frangente conobbe un periodo tumultuoso, dovuto ai conflitti tra gli Scaligeri, i Carraresi di Padova, i Visconti di Milano e la Repubblica di Venezia, alla quale Montebello fu annesso all'inizio del XV secolo e sotto il cui controllo rimase fino alla caduta della Serenissima per mano di Napoleone Bonaparte nel 1797.

Napoleone Bonaparte soggiornò col suo esercito nella canonica di Montebello durante la campagna d'Italia, accolto non molto amichevolmente dagli abitanti che si rivoltarono; nel 1813 passò quindi agli austriaci.
Un evento storico rilevante è la battaglia risorgimentale (cosiddetta "Battaglia di Sorio") avvenuta l'8 aprile del 1848, durante la quale 2200 giovani studenti italiani (molti dei quali provenienti dall'Università di Padova), tutti volontari, male armati e poco organizzati, si scontrarono con 3000 soldati austriaci tra Montebello e Sorio (frazione del confinante comune di Gambellara); la migliore preparazione delle milizie austriache permise loro di prevalere: la battaglia si risolse con 50 vittime tra i volontari ed un numero non precisato ma certamente alto di feriti. Oggi è ricordata da una Guglia eretta in loro memoria a Sorio.

### Dal Risorgimento ai giorni nostri
Nel 1866 il Veneto fu annesso all'Italia, e con esso naturalmente anche Montebello, che fu indicato come Vicentino per distinguerlo da altri comuni dello stesso nome. In seguito a ciò, le vicende del paese rifletterono quelle del resto d'Italia: la Grande Guerra portò via tanti giovani, ai quali fu dedicato un monumento realizzato da Giuseppe Zanetti; da segnalare che il Generale Giuseppe Vaccari, che guidò la resistenza sul Piave, era nato a Montebello.

L'avvento del Fascismo pose fine ad un periodo di turbolenze sociali e politiche, tuttavia un risollevamento dall'economia si ebbe solo al termine della Seconda guerra mondiale. Dopo l'8 settembre 1943 i tedeschi, per creare una linea di protezione per la loro ritirata, fecero scavare nel paese un vallo, che però fu facilmente superato dai carri armati alleati. Il paese fu bombardato dalla flotta aerea degli alleati, che il 15 ottobre del 1944 sganciarono 183 bombe GP da 500 libbre che, indirizzate verso il ponte ferroviario, colpirono invece le frazioni di Ronchi e Borgo.
Nel dopoguerra si assistette dapprima a fasi emigratorie, e in seguito al cosiddetto miracolo economico del nord est, che portò benessere ma anche inquinamento ed eccessiva cementificazione di alcune zone. Al giorno d'oggi, Montebello è meta d'immigrazione proveniente principalmente dal Nordafrica, dal Ghana, dal Bangladesh e dallo Sri Lanka, e in misura minore dai paesi dell'est europeo.

### Simboli
Lo stemma è stato riconosciuto con decreto del capo del governo del 16 dicembre 1936.
Il gonfalone è un drappo di azzurro.

## Monumenti e luoghi d'interesse

### Il castello

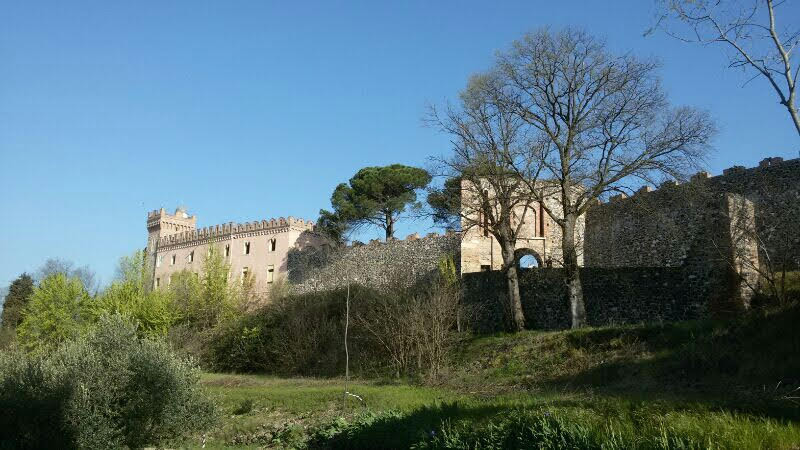
Il castello di Montebello Vicentino

Probabilmente una fortificazione esisteva già in epoca romana, ma notizie più sicure parlano della sua presenza verso il IX-X secolo. Opera di Cangrande della Scala sono il restauro e il rinforzo del castello nel XIV secolo, ultimo lavoro compiuto su di esso. Da allora, è passato di proprietà via via a diversi signori locali, per giungere pressoché in rovina fino ai giorni nostri. Nelle sue immediate vicinanze, nella prima metà dell'Ottocento fu costruito un palazzo, di vago richiamo gotico.

Il castello è stato recentemente ristrutturato, ma non è visitabile in quanto di proprietà privata.

### Il Duomo
Il Duomo di Montebello sorge dove in precedenza si trovava la Pieve. La costruzione dell'edificio ebbe inizio nel 1764, e la consacrazione avvenne il 14 gennaio 1798, quando i lavori non erano ancora del tutto ultimati; il completamento avvenne quasi un secolo dopo. Nel 1848 fu aggiunta una torre campanaria.

È incerta l'attribuzione sia dell'edificazione del campanile sia della facciata: si sa che il disegno è dell'architetto veneto Giorgio Massari, che realizzò l'interno, tuttavia i lavori furono eseguiti anni dopo la sua morte, e questo porta a pensare che altri, oltre ad aver materialmente portato a termine l'opera, abbiano introdotto delle variazioni più o meno rilevanti al disegno originale, fino ad arrivare all'attuale aspetto che richiama lo stile neoclassico.

All'interno sono collocate tra le varie opere la pala della Vergine, opera del 1583 realizzata da Giovanni Battista Maganza, la pala del Transito del Patriarca di Giovanni Busato e le statue dei Santi Agostino e Francesco di Sales di Giacomo Cassetti. L'altare centrale è opera di Francesco Lazzari mentre gli affreschi sono in parte di Valentino Pupin ed Antonio Ermolao Paoletti.
Di estrema importanza e fattura architettonica è lo splendido pozzo rinascimentale collocato nei giardini prospicienti la chiesa.

### Il ponte di Palladio sul Guà
Nel 1575 la Serenissima avviò la costruzione di un ponte sul torrente Guà su disegno dell'architetto Andrea Palladio. Il progetto prevedeva una costruzione in pietra, a cinque archi, ma in seguito alla morte del Palladio, avvenuta nel 1580, furono introdotte delle varianti all'idea originale: i due archi minori, più esterni, furono completamente murati, con l'intento di aumentare la robustezza della struttura. Tuttavia, proprio per questo motivo il ponte offriva troppa resistenza all'acqua, e già nel 1588 era pericolante a causa soprattutto dell'irregolarità del torrente e delle sue piene irruenti. Il ponte resistette ancora per quasi un secolo e nel 1669 fu distrutto definitivamente.

### Le ville venete
Nel territorio sono presenti varie ville storiche da annoverare nel gruppo delle ville venete: tra queste villa Palfy Dann, progettata intorno al 1872 da Antonio Caregaro Negrin, villa Pasetti-Cozza, sempre del Negrin, villa Valmarana-Zonin, realizzata nel 1707 e villa Sangiovanni, Freschi-Sparavieri di probabili origini quattrocentesche.

## Società

### Evoluzione demografica
Abitanti censiti

## Cultura

### Eventi

#### La Festa Quinquennale della Madonna
La festa è collegata a una statua, interamente scolpita in legno di tiglio, che rappresenta la Vergine seduta con il Bambino sulle ginocchia, conservata nella chiesa prepositurale di Montebello Vicentino.
L'immagine della Madonna nel XVI secolo era venerata sotto il titolo della Concezione. È da supporre, quindi, che un tal nome le sia stato dato subito o poco dopo, il 1476 quando papa Sisto IV aveva prescritto che in tutto il mondo fosse celebrata la festa della Concezione; oppure che appositamente, dopo il 1476, sia stata lavorata la statua che doveva portare un tal titolo. Il lavoro eseguito nel XV secolo lascia campo libero ad entrambe le ipotesi.
La statua della Madonna fu portata in processione per la prima volta il 29 luglio 1793 a causa di una grande siccità. In quell'occasione ancora nella sera stessa cadde la desiderata pioggia.

Nel 1834 mons. Cappellari, vescovo di Vicenza, mentre compiva la visita pastorale alla parrocchia di Montebello, osservò che male conveniva il titolo di Madonna della Concezione ad una immagine effigiata in quelle forme; da quel tempo, anche fra il popolo, andò diminuendo l'uso di chiamarla con il primitivo nome, appellandola piuttosto come “la nostra Madonna”, finché nel 1885 divenne la "Madonna di Montebello".
Dopo la metà del XIX secolo, a causa del restauro alla chiesa prepositurale, la Madonna fu trasportata alla chiesa ora scomparsa di San Francesco che si trovava all'inizio di via San Francesco a Montebello. Fu l'occasione per restaurare la Madonna; furono tolte le vesti di seta e broccato (aggiunte nel 1700) e ripristinate le dorature degli indumenti e del manto e la statua riapparve in tutta la sua bellezza, specialmente nei panneggiamenti e nel volto, grazie all'opera di Faustino Dalla Vecchia.
Il 26 aprile 1885 l'immagine di Maria fu trasportata solennemente dalla chiesa di San Francesco alla prepositurale. Il paese per l'occasione si vestì a festa e le vie furono addobbate con fiori, archi di verde e alla sera con fiaccole multicolori. Dopo la solenne processione il Prevosto mons. Capovin parlando alla folla propose di rinnovare ogni 5 anni, nella prima domenica di maggio, i festeggiamenti. La proposta fu accolta e nacque così la Solenne, cioè la Festa Quinquennale della Madonna: le case vengono addobbate di bianco e azzurro, e la statua della Madonna viene portata in processione. Le edizioni più recenti sono state quelle del 2 maggio 2010 e del 3 maggio 2015, (XXVI edizione della Festa).

## Economia
Fino agli anni cinquanta, la popolazione di Montebello viveva prevalentemente di vino. In seguito al miracolo economico del nord est dell'Italia negli anni sessanta, grazie anche all'iniziativa imprenditoriale di tanti montebellani e con il supporto delle amministrazioni locali che si prodigarono affinché Montebello potesse avere un casello autostradale (inizialmente non previsto dalla costruzione dell'autostrada A4), l'economia passò da agricola a prevalentemente industriale, con lo sviluppo di tante imprese nel settore della meccanica e dell'elettronica industriale.

Nei decenni successivi si ebbe lo sviluppo della concia delle pelli, in linea con il resto della valle del Chiampo. Il settore agricolo tuttavia è ancora attivo, grazie alla quantità di risorse disponibili. Al giorno d'oggi, la fitta rete di imprese che caratterizza Montebello sta conoscendo una fase di crisi dovuta alla concorrenza dei paesi emergenti tra cui Israele.
Nel territorio comunale ha sede un'importante casa automobilistica di lusso, la Fornasari trasferitasi a Montebello Vicentino verso la fine del 2005 e Bottega Veneta, azienda operante nel settore dell'alta moda, trasferitasi a Montebello nel 2013.

## Infrastrutture e trasporti

### Strade
- Il paese è attraversato dalla Strada statale 11
- Il territorio comunale è attraversato dall'Autostrada A4 Torino-Trieste, con il casello di Montebello Vicentino

### Ferrovie
- Stazione di Montebello, sulla linea Milano-Venezia

## Amministrazione
| Periodo          | Periodo          | Primo cittadino            | Partito                    | Carica                  | Note   |
| ---------------- | ---------------- | -------------------------- | -------------------------- | ----------------------- | ------ |
| 1867             | 1879             | Giuseppe Pasetti           |                            | Sindaco                 |        |
| 31 gennaio 1879  | 1883             | Antonio Canton             |                            | Sindaco                 |        |
| 1883             | 1884             | Giovanni Fiorini           |                            | Sindaco                 |        |
| 15 gennaio 1885  | 1889             | Luigi Baldisserotto        |                            | Sindaco                 |        |
| 20 aprile 1889   | 1893             | Patrizio Zanetti           |                            | Sindaco                 |        |
| 20 aprile 1893   | 4 gennaio 1897   | Bortolo Dal Molin          |                            | Sindaco                 |        |
| 4 gennaio 1897   | 18 aprile 1900   | Giacomo Maraschin          |                            | Assessore anziano       |        |
| 18 aprile 1900   | 1920             | Giovanni Battista Farina   |                            | Sindaco                 |        |
| 20 marzo 1920    | 27 novembre 1920 | Capelli                    |                            | Commissario Prefettizio |        |
| 30 dicembre 1920 | 1923             | Iginio Peruffo             | Partito Popolare Italiano  | Sindaco                 |        |
| 26 febbraio 1923 | 6 maggio 1923    | Gherardo Tonelato          |                            | Assessore anziano       |        |
| 30 giugno 1923   | 15 luglio 1924   | Giovanni Brunelli          |                            | Assessore anziano       |        |
| 30 agosto 1924   | 4 giugno 1925    | Gherardo Tonelato          |                            | Assessore anziano       |        |
| 18 luglio 1925   | 4 settembre 1925 | Silvio Zanetti             |                            | Assessore anziano       |        |
| 26 ottobre 1925  | 20 aprile 1927   | Domenico Maraschin         |                            | Commissario Prefettizio |        |
| 25 maggio 1927   | 10 dicembre 1933 | Giovanni Battista Farina   | Partito Nazionale Fascista | Podestà                 |        |
| 23 dicembre 1933 | 28 marzo 1934    | Zanetti                    |                            | Commissario Prefettizio |        |
| 10 aprile 1934   | 15 gennaio 1944  | Giovanni Battista Dal Maso | Partito Nazionale Fascista | Podestà                 |        |
| 29 gennaio 1944  | 29 aprile 1944   | Lucillo Frigo              |                            | Commissario Prefettizio |        |
| 27 aprile 1945   | 1946             | Bruno Munaretto            |                            | Sindaco                 | [ 27 ] |
| 28 marzo 1946    | 1951             | Silvestro Lovato           | Democrazia Cristiana       | Sindaco                 |        |
| 11 giugno 1951   | 1956             | Giulio Rigon               | Democrazia Cristiana       | Sindaco                 |        |
| 27 maggio 1956   | 1961             | Mario Cracco               | Democrazia Cristiana       | Sindaco                 |        |
| 10 luglio 1961   | 1965             | Guerrino Feltre            | Democrazia Cristiana       | Sindaco                 |        |
| 1965             | 1975             | Carlo Fiorello Boscardin   | Democrazia Cristiana       | Sindaco                 |        |
| 1975             | 1985             | Piergiorgio Rigon          | Democrazia Cristiana       | Sindaco                 |        |
| 1985             | 1993             | Giuseppe Dalla Gassa       | Democrazia Cristiana       | Sindaco                 |        |
| 1993             | 1995             | Claudio Santacà            | Democrazia Cristiana       | Sindaco                 |        |
| 1995             | 2004             | Giuseppe Cristofaletti     | Lista Civica               | Sindaco                 |        |
| 2004             | 2014             | Fabio Cisco                | PdL - LN                   | Sindaco                 |        |
| 2014             | in carica        | Dino Magnabosco            | Lista civica               | Sindaco                 |        |

### Altre informazioni amministrative
La denominazione del comune fino al 1867 era Montebello.
La circoscrizione territoriale ha subito le seguenti modifiche: nel 1929 aggregazione di territori del soppresso comune di Zermeghedo; nel 1947 distacco di territori per la ricostituzione del comune di Zermeghedo (Censimento 1936: pop. res. 787).

## Sport

### Calcio
La principale squadra di calcio della città è l'U.S.D. Montebello che milita nella categoria Promozione.
Sito ufficiale: http://usdmontebello.it/

### Hockey su pista
L'ASD Montebello Hockey è stata fondata nel 1965. Ora milita nel campionato nazionale di serie A2.
Sito ufficiale:http://hockeymontebello.altervista.org